# Rajoleria Punxaserra
La Rajoleria Punxaserra és una obra de Celrà (Gironès) inclosa a l'Inventari del Patrimoni Arquitectònic de Catalunya.

## Descripció
Es tracta de les restes d'una rajoleria de entre els segles XIX i XX. S'alça sobre una planta rectangular i amb murs paredats. Les obertures d'accés són d'arc a plec de llibre o sardinell de maó vista. De la mateixa manera, una de les boques és emmarcada per volta de maó. En detall podem veure com es van reutilitzar troncs d'arbres com a llinda o bigues, per exemple. Queden poques restes visibles degut al pas del temps i a la força de la vegetació.